# Kemy Agustien

## Selección nacional
A nivel internacional, fue miembro de la selección de fútbol de Países Bajos a nivel sub-20 para la Copa Mundial de Fútbol Juvenil de 2005, donde jugó en dos de los partidos de la fase de grupos como titular. Kemy también jugó para el equipo olímpico holandés que llegó a la final del Torneo Esperanzas de Toulon de 2006. Kemy Agustien tiene un total de 19 apariciones internacionales a nivel juvenil con la selección de Países Bajos, entre las categorías, Sub-19, Sub-20 y Sub-21.
Debuta a nivel con la selección absoluta de Curazao el 5 de junio de 2015 en un partido amistoso celebrado en el Estadio Ergilio Hato de Willemstad ante Trinidad y Tobago.

## Palmarés

### Títulos nacionales
| Título                        | Club                  | País       | Año  |
| ----------------------------- | --------------------- | ---------- | ---- |
| Copa de la Liga de Inglaterra | Swansea City A. F. C. | Inglaterra | 2013 |